# Elfriede Salzgeber
Elfriede Salzgeber (* 2. Juni 1939 in Bludenz als Elfriede Burtscher) ist eine ehemalige österreichische Politikerin (ÖVP) und Hausfrau. Sie war 1974 bis 1994 Abgeordnete zum Vorarlberger Landtag.

## Ausbildung und Beruf
Salzgeber besuchte nach der Volksschule Nüziders die Hauptschule in Bludenz und absolvierte danach von 1953 bis 1955 die Handelsschule Feldkirch – Institut St. Josef. Sie arbeitete von 1955 bis 1985 als kaufmännische Angestellte für das Autohaus Koch in Bludenz und war danach bis zu ihrer Pensionierung im Jahr 1994 hauptberufliche Politikerin.

## Politik und Funktionen
Salzgeber trat 1959 der ÖVP bei und wurde Mitglied der Österreichischen Frauenbewegung und des ÖAAB. Sie übernahm von 1965 bis 1990 die Funktion der Obfrau der Frauenbewegung Nüziders und wirkte von 1970 bis 1977 als Bezirksobfrau der Frauenbewegung Bludenz. Danach übernahm sie von 1977 bis 1994 das Amt der Landesobfrau der Frauenbewegung Vorarlberg, wobei sie zuvor bereits ab 1977 stellvertretende Landesobfrau gewesen war. Im ÖAAB war Salzgeber als Bezirksobfrau im Frauenreferat des ÖAAB-Bludenz aktiv, des Weiteren war sie von 1972 bis 1980 Frauenreferentin des ÖAAB Vorarlberg. Zudem hatte sie die Funktion eines Mitglieds des ÖAAB Landesvorstandes Vorarlberg inne. Salzgeber übernahm nach und nach auch verschiedene Funktionen in der ÖVP. So gehörte sie von 1977 bis 1994 dem Landesparteipräsidium der ÖVP Vorarlberg an und engagierte sich bis 1994 als Landesparteiobmann-Stellvertreterin. Sie gehörte des Weiteren der ÖVP-Bezirksparteileitung Bludenz und der Landesparteileitung der ÖVP Vorarlberg an.
Salzgeber war lokalpolitisch von 1975 bis 1990 als Mitglied der Gemeindevertretung Nüziders aktiv, auf Landesebene wurde sie am 13. November 1974 als Abgeordneter des Wahlbezirkes Bludenz im Vorarlberger Landtag angelobt. Sie gehörte dem Landtag bis zum 3. Oktober 1994 an, wobei sie zu Beginn jeder Landtagsperiode für ein Regierungsmitglied nachrückte und daher in jeder Periode zu Beginn für kurze Zeit nicht Mitglied des Landtags war. 
Neben ihren politischen Funktionen arbeitete Salzgeber beim Vorarlberger Familienbund mit und engagierte sich in der Katholischen Jugend, dem Pfarrgemeinderat und im Kirchenchor von Nüziders. Sie war zudem Mitglied des Schiklub Nüziders und Obmann-Stellvertreterin des Krankenpflegevereins Nüziders. 

## Privates
Salzgeber wurde als Tochter des Bürgermeisters und Leiters des Elektrizitätswerkes Nüziders, Emil Burtscher, und dessen Gattin Benedikta Burtscher geboren. Sie heiratete 1968 den Baupolier Alois Salzgeber (1936–1995) und wurde 1974 Mutter eines Sohnes und 1983 Mutter einer Tochter.

## Auszeichnungen
- Silbernes Ehrenzeichen des Landes Vorarlberg (1995)
- Ehrenmitglied des Vorarlberger Familienbundes
- Ehrenmitglied des Frauenbundes Nüziders